# Militærfly
Militærfly er flyvemaskiner, der er konstrueret med et militært formål. De kan groft opdeles i operative fly og støttefly. Militærfly har et kalde/'kæle'navn og som regel en kombineret bogstav- og talbetegnelse, og herfra kan arten af fly udledes. Men de fleste lande har deres eget system, nogen gange umiddelbart uigennemskueligt. For eksempel er britiske natbombere fra 2. verdenskrig opkaldt efter byer inde i landet og transportfly efter havnebyer.
Her er indtil videre beskrevet fly fra USA's system, hvor første bogstav beskriver anvendelsen og et evt. 2. bogstav supplerer med information.
Er andet bogstav et 'H', er der tale om en helikopter, et V at flyet også benyttes til VIP-transport. For eksempel findes jagerbomberen A-6 (tosædet) i en elektronisk version EA-6 (med 4 sæder og jammingsudstyr mod radar og kommunikation).
Efter typebetegnelsen ses ofte en versionsbetegnelse. Man laver gerne fly i flere versioner fra starten, ligesom der kommer ændringer og opgraderinger til. Som eksempel købte det danske flyvevåben jagerflyet F-16 i 2 versioner: F-16A med et sæde og F-16B med 2 sæder. Flyet findes også i en C- og en D-version, der modsvarer A/B-versionerne, blot med meget nyere teknologi. Versionsnumrene kan ikke sættes i system, da det er forskelligt fra flytype til flytype hvilke opdateringer og modifikationer, der er relevante.

## Operative fly og helikoptere
- Jagerbombere (Attack)
  - A-4 Skyhawk
  - A-6 Intruder
  - A-7 Corsair II
  - AV-8 Harrier
  - A-10 Thunderbolt II
- Kamphelikoptere (Attack Helicopter)
  - Bell AH-1 Cobra
  - AH-64 Apache
- Bombefly (Bomber)
  - B-1 Lancer
  - B-2 Spirit
  - B-52 Stratofortress
- Jagerfly / kampfly (Fighter)
  - F-1 Mirage
  - F-4 Phantom II
  - F-5 Freedom Fighter
  - F-14 Tomcat kun i Iran
  - F-15 Eagle
  - F-16 Fighting Falcon
  - F-18 Hornet
  - F-22 Raptor
  - F-35 Lightning II Joint Strike Fighter (JSF) Forventes i service i år 2010 ?
  - F-104 Starfighter
  - F-111 Aardvark
  - F-117 Nighthawk
  - Saab JAS 39 Gripen
- Observationsfly (Observation)
  - OV-1 Mohawk
  - OV-10 Bronco
- Observationshelikoptere (Observation Helicopter)
  - OH-6 Cayuse
  - OH-58 Kiowa
- Fly med elektronisk funktion
  - E-2 Hawkeye
  - E-3 Sentry
  - E-767
  - E-737
  - EA-6B Prowler

## Støttefly
- Transportfly (Cargo)
  - C-5 Galaxy
  - C-17 Globemaster III
  - C-20 Gulfstream III
  - C-32 (Militærversion af Boeing 757)
  - C-40 (militærversion af Boeing 737)
  - C-47 Skytrain (fragtversion af DC-3)
  - C-130 Hercules
  - C-160 Transall
  - CH-46 Sea Knight
  - CH-47 Chinook
  - CH-53 Sea Stallion
- Tankfly (Kerosine)
  - KA-6
  - KC-10
  - KC-130 (Tankflysversion af C-130)
  - KC-135
  - KC-310
  - KC-330
  - KC-747 (Boeing 747 i Irans luftvåben)
  - KC-767
- ASW-fly (Anti-Submarine Warfare) 
  - Breguet Atlantic (Maritim overvågning)
  - P-3 Orion (Maritim overvågning)
  - S-3 Viking
- ASW-helikoptere (Anti-Submarine Warfare Helicopter) 
  - SH-2 Sea Sprite
  - SH-3 Sea King (tillige Search and rescue – SAR)
  - SH-60 Sea Hawk
- Fly til flere formål (Utility)
  - U-1 De Havilland Canada
  - U-2 Dragon Lady
  - T-43 (Militærversion af Boeing 737-200)
- Helikoptere til flere formål (Utility Helicopter)
  - Bell UH-1 Iroquois (Huey)
  - Sikorsky UH-60 Black Hawk
- Skolefly (Trainer)
  - T-17 Supporter

## Fly med speciel konfiguration
- Ildstøttefly
  - AC-47 Spooky (Puff the Magic Dragon) (gunship)
  - AC-130 Spectre (gunship)